# Підйомна платформа

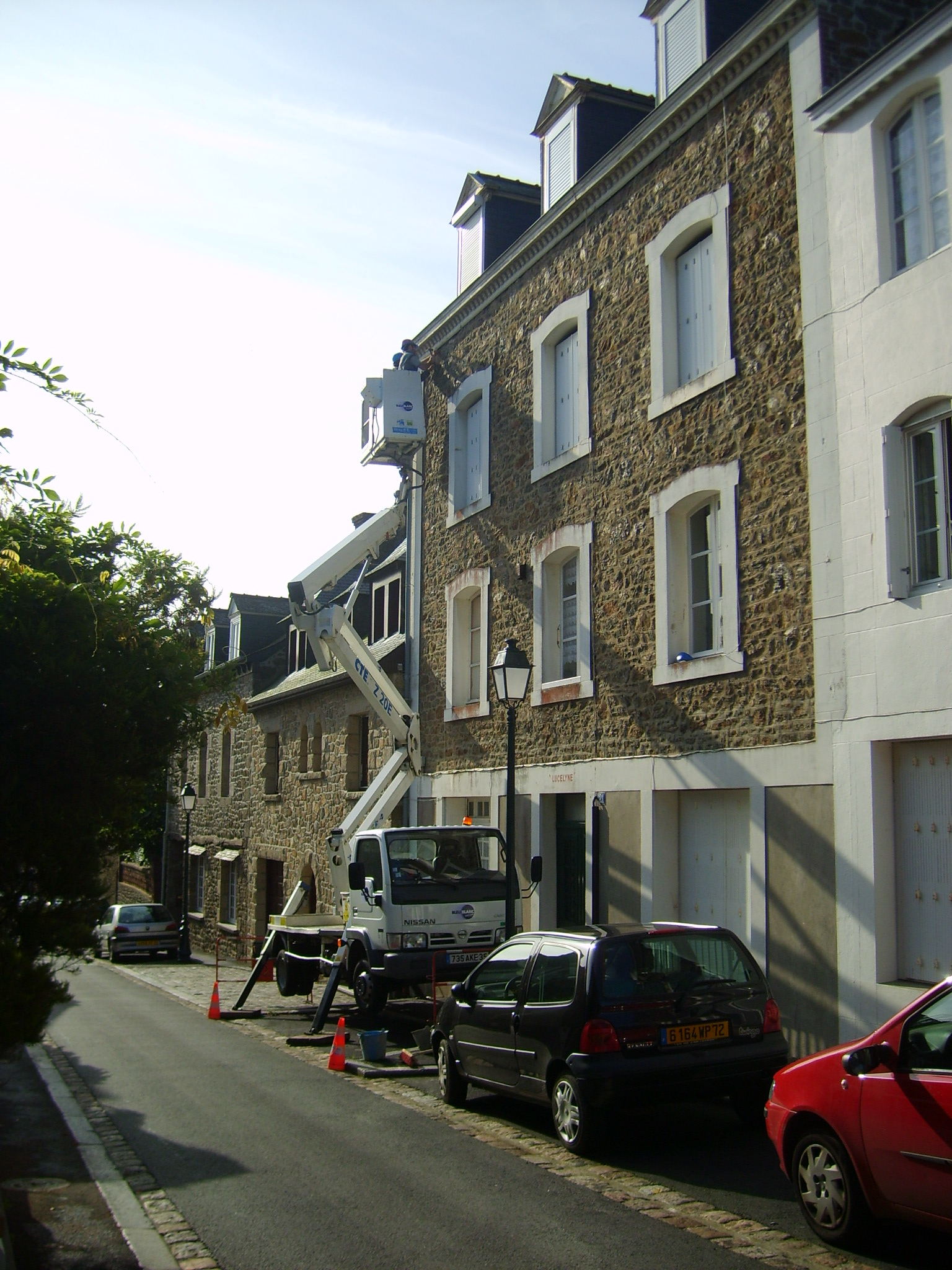
Кріплення фасаду за допомогою підйомної платформи.

Підйомна платформа, також відома як підйомник, підйомна робоча платформа, авто-вишка або мобільна підйомна робоча платформа інколи збирачі вишні — це механічний пристрій, який використовується для забезпечення тимчасового доступу людей або обладнання до недоступних місцевості, зазвичай на висоті. Існують різні типи механізованих платформ доступу, і окремі типи також можуть бути відомі як «підйомник вишні», «підйомник стріли» або «підйомник з ножицями».

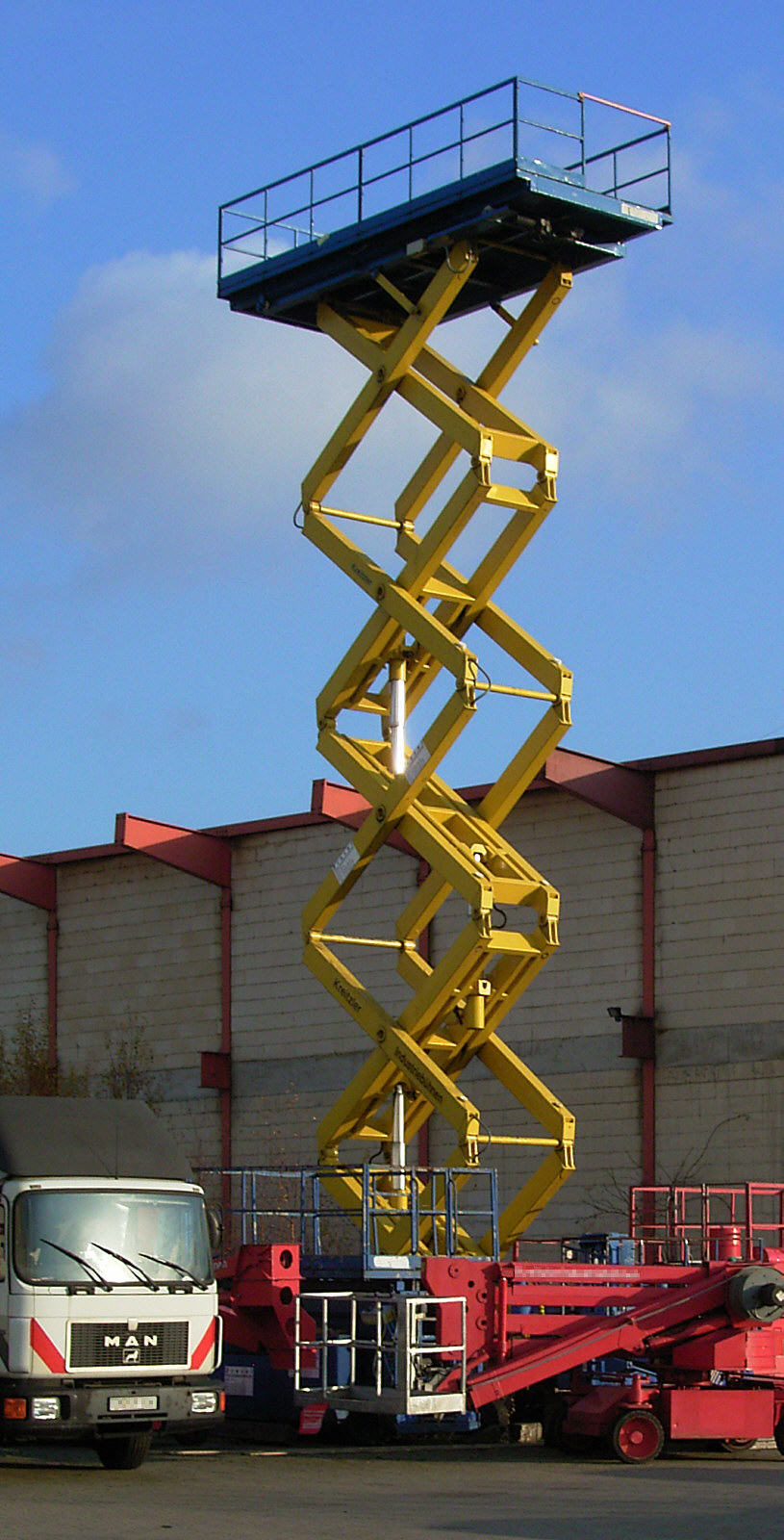
Ножничний підйомник.

Зазвичай вони використовуються для тимчасового, гнучкого доступу, наприклад для технічного обслуговування та будівельних робіт, або пожежниками для екстреного доступу, що відрізняє їх від обладнання постійного доступу, наприклад ліфтів. Вони призначені для підйому обмеженої ваги — зазвичай менше тонни, хоча деякі мають більш високе безпечне робоче навантаження, що відрізняє їх від більшості типів кранів. Зазвичай вони можуть бути налаштовані та керовані однією людиною.
Незалежно від завдання, для якого вони використовуються, підйомники можуть надавати додаткові функції, окрім транспортування та доступу, зокрема оснащення електричними розетками або роз’ємами для стисненого повітря для електроінструментів. Вони також можуть бути оснащені спеціальним обладнанням, таким як рами для перенесення віконного скла. Підмостові блоки також доступні для підйому операторів до робочої зони.
Як випливає з назви, збирачі вишні спочатку були розроблені для полегшення збору вишні. Джей Ейтел винайшов пристрій у 1944 році після сумного дня, проведеного за збиранням вишень за допомогою драбини. У 1953 році він заснував корпорацію Telsta в Саннівейлі, штат Каліфорнія, для виробництва пристрою. Іншим раннім виробником збирачів вишні були Stemm Brothers, Leavenworth, WA. Швидко розвивалися й інші способи використання збирачів вишні.